# Brunnkogel (Höllengebirge, 1708 m)
Der Brunnkogel ist ein 1708 m ü. A. hoher Berg im Höllengebirge. Über den Berggipfel verläuft die Gemeindegrenze von Altmünster und Ebensee. Er ist bekannt als guter Aussichtspunkt, von dem aus Mondsee, Attersee, Traunsee, Vorderer Langbathsee und Taferlklaussee zu sehen sind.

## Name

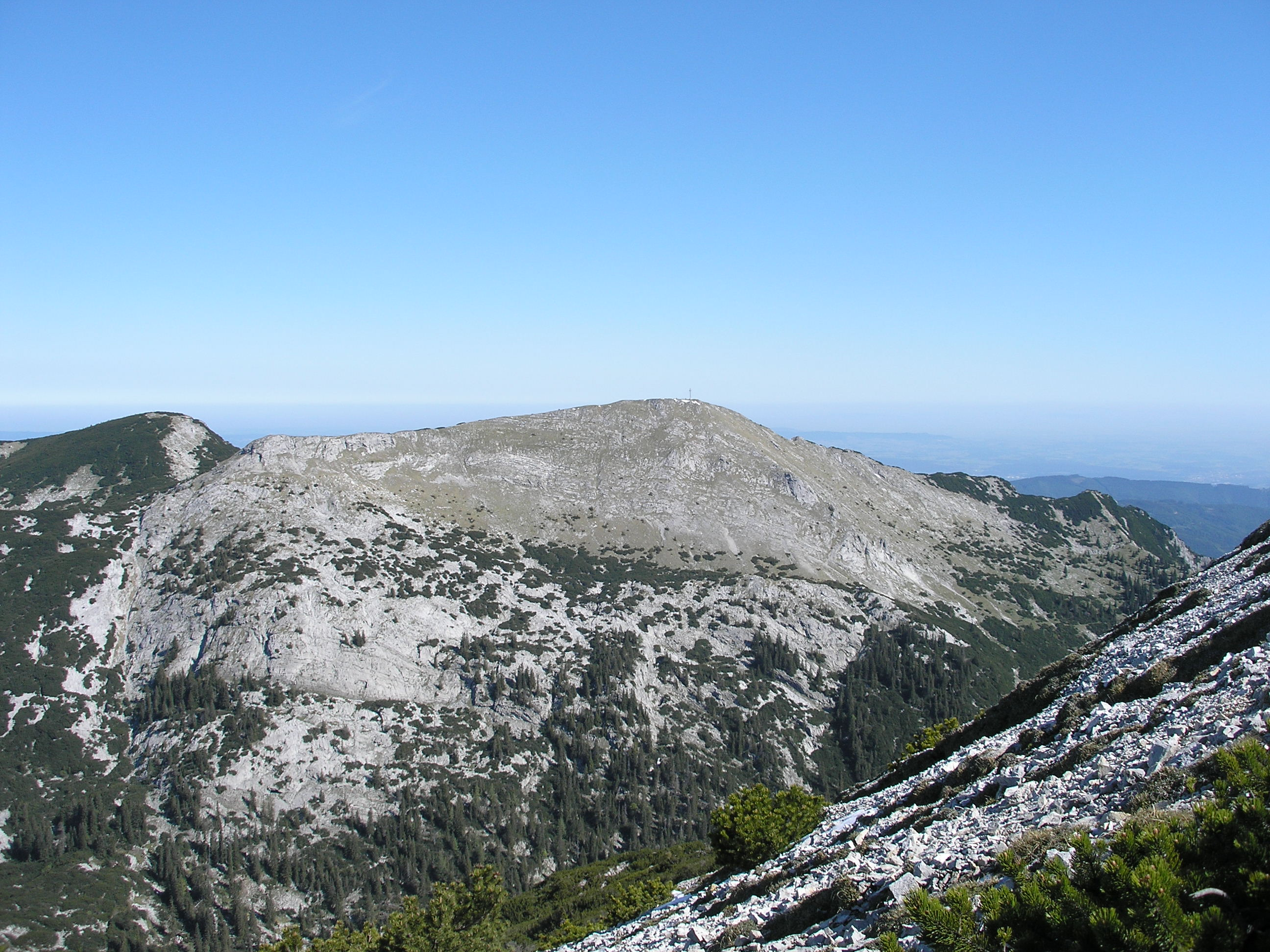
Vom Grünalmkogel über den Pfaffengraben aus gesehen stellt sich der Gipfel flach als Teil des Hochplateaus dar. Rechts der Spielberg-Klapf mit seinem Abbruch.

Obwohl dieser Gipfel in älteren Karten die Bezeichnung Spielberg, vom „Spielhahn“, also dem Birkhuhn, trug, hat sich der Name Brunnkogel eingebürgert. Ein Brand in der Gipfelregion hat zum Namen Brenta, von „brennen“, und später Brunnkogel geführt. Der alte Name hat sich für seinen nördlichen Vorklapf erhalten (Hoher Spielberg, 1584 m ü. A.), der von den Langbathseen aus gesehen im Blick auf die Ostwand dominiert.
Es gibt noch zwei andere Brunnkogel im Höllengebirge, im Hauptkamm südlich der Langbathseen (1779 m) und an der Südabdachung (1508 m). Die Benennung des Brennens findet sich auch bei der Brennerin über dem Attersee.

## Verbindungswege und Anstiege
Die nächstgelegene Schutzhütte ist das Hochleckenhaus des Österreichischen Alpenvereins etwa zwei Kilometer weiter westlich auf dem Plateau des Höllengebirges.
- Der kürzeste Anstieg beginnt bei der Taferlklause. Er führt durch das Aurachkar zunächst zum Hochleckenkogel und anschließend zum Brunnkogel. Gehzeit: etwa 2½ Stunden.
- Eine längere Route von der Taferlklause führt zuerst zum Hochleckenhaus und von dort in östlicher Richtung über das Hochplateau zum Gipfel. Gehzeit: etwa 3 Stunden.
- Der anspruchsvollste markierte Anstieg beginnt beim Vorderen Langbathsee. Zunächst zu dem in einem Talkessel gelegenen Hinteren Langbathsee, dann wird auf dem Schafluckensteig (einem ehemaligen Almsteig) ein Felsabbruch mit drahtseilgesicherten Passagen überwunden, die Schwindelfreiheit erfordern. An der versteckt links des Wegs liegenden Jagdhütte Schafalm vorbei und von Osten durch einfacheres Gelände zum Brunnkogel. Gehzeit: etwa 3½ Stunden.

## Gipfelkreuz

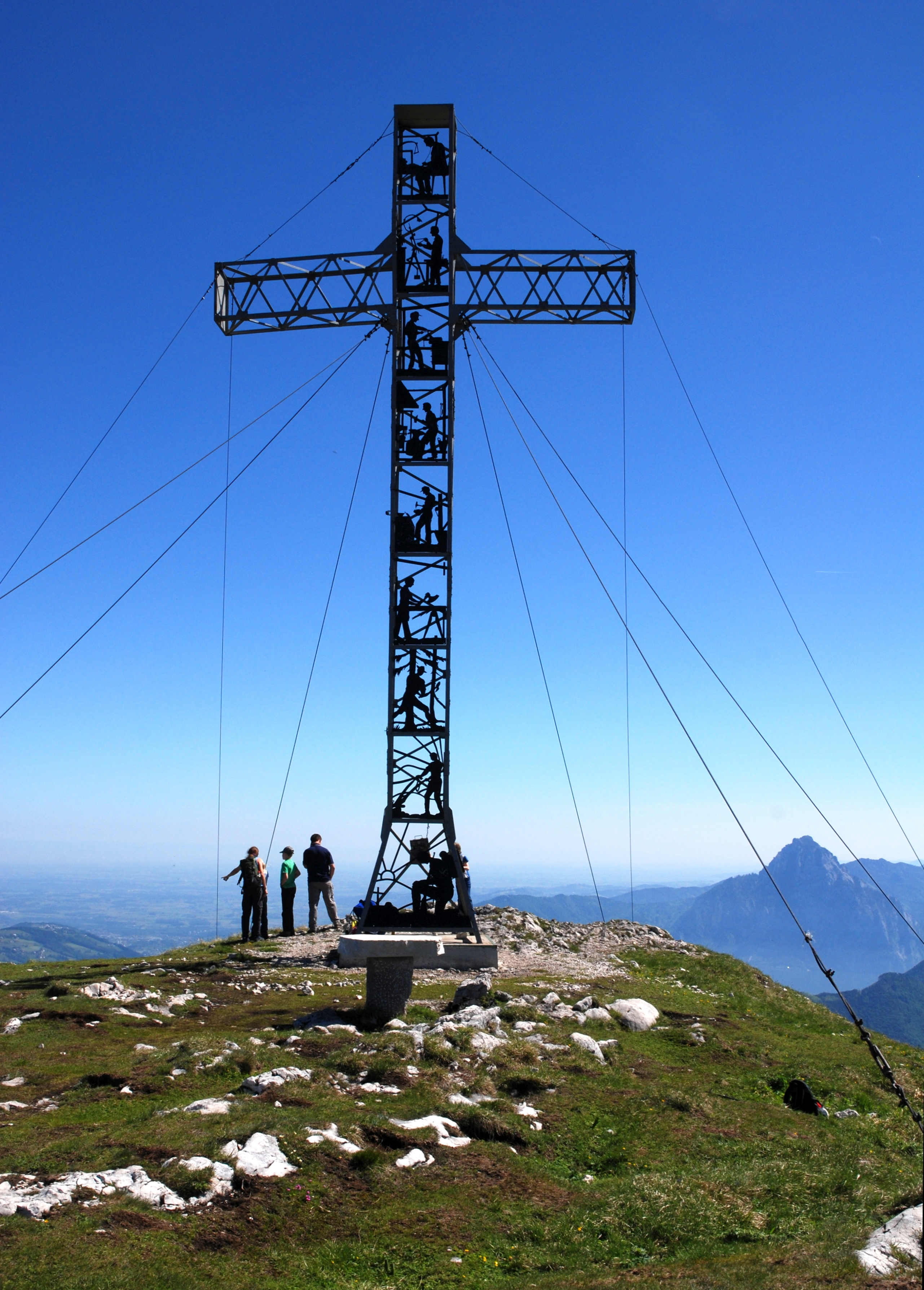
Altes Gipfelkreuz mit den Berufsständen, 2007

Ein erstes Holzkreuz wurde in den 1950er Jahren errichtet. 1969 wurde es durch einen Blitzschlag gespalten und zerstört.
Das neue 14 m hohe und 7 m breite Kreuz wurde im September 1970 aufgestellt und ist den Gefallenen und Heimkehrern des Aurachtales gewidmet. Vom Planer und Initiator Ludwig Klausecker wurden dabei folgende Berufsstände symbolisch dargestellt: Arzt, Konstrukteur, Schlosser, Schmied, Maurer, Zimmermann, Forstarbeiter, Bauer und Krieger. Im Winter 2012/13 knickte das Gipfelkreuz durch die Schneelast ein.
Der Werkstattlehrer der HTL-Vöcklabruck, J. Treml aus Laakirchen, fertigte gemeinsam mit seinen Schülern ein identisches neues Gipfelkreuz, jedoch mit verbesserter Statik, das im Juni 2013 aufgestellt wurde.